# Area archeologica di Sofiana
L'area archeologica di Sofiana detta anche Sofiana o Philosophiana, è un sito archeologico romano sito nel territorio di Mazzarino, in Sicilia.
Sul sito sono stati rinvenuti diversi edifici tra cui una basilica paleocristiana e un edificio termale romano. Sembra che il sito fosse inizialmente abitato e che si sia ridotto a statio ossia una stazione di posta lungo una strada romana.